# Killing Mrs. Tingle
Killing Mrs. Tingle (Teaching Mrs. Tingle) è un film statunitense del 1999 diretto da Kevin Williamson.

## Trama
L'ambiziosa Leigh Ann Watson ha bisogno di ottenere un buon voto per entrare al college dalla temibile professoressa di storia Mrs. Tingle il cui passatempo preferito è quello di seminare terrore tra i suoi studenti. Quando Mrs. Tingle scopre che Luke, un amico di Leigh, ha rubato il testo dell'esame finale, c'è una sola soluzione: tenere la prof sequestrata in casa sua, dando inizio ad un gioco al massacro che finirà per degenerare.